# Kleinzell
Kleinzell – gmina w Austrii, w kraju związkowym Dolna Austria, w powiecie Lilienfeld. Liczy 837 mieszkańców (1 stycznia 2014).